# Landgericht Schotten
Das Landgericht Schotten war von 1821 bis 1879 ein erstinstanzliches Gericht der ordentlichen Gerichtsbarkeit in der Provinz Oberhessen des Großherzogtums Hessen mit Sitz in Schotten. Dem Landgericht Schotten übergeordnet war das Hofgericht Gießen und darüber das Oberappellationsgericht Darmstadt.

## Gründung
Ab 1821 trennte das Großherzogtum Hessen auch auf der unteren Ebene die Rechtsprechung von der Verwaltung. 
 Die bisher von den Ämtern wahrgenommenen Aufgaben wurden Landräten (zuständig für die Verwaltung) und Landgerichten (zuständig für die Rechtsprechung) übertragen. Der Bezirk des Landgerichts Schotten setzte sich aus den Teilen der Bezirke der drei ehemaligen Ämter Schotten, Lißberg und Ulrichstein zusammen.

## Bezirk
| Gemeinde          | Herkunft            | Zugang | Abgang | Nach                     |
| ----------------- | ------------------- | ------ | ------ | ------------------------ |
| Altenhain         | Amt Ulrichstein     | 1821   | 1838   | Landgericht Ulrichstein  |
| Bermuthshain      | Amt Lißberg         | 1821   | 1849   | Landgericht Altenschlirf |
| Betzenrod         | Amt Schotten        | 1821   |        |                          |
| Bobenhausen II    | Amt Ulrichstein     | 1821   | 1838   | Landgericht Ulrichstein  |
| Breungeshain      | Amt Lißberg         | 1821   |        |                          |
| Burkhards         | Amt Lißberg         | 1821   |        |                          |
| Busenborn         | Amt Lißberg         | 1821   |        |                          |
| Crainfeld         | Amt Lißberg         | 1821   | 1849   | Landgericht Altenschlirf |
| Eichelsachsen     | Amt Lißberg         | 1821   |        |                          |
| Einartshausen     | Landgericht Laubach | 1849   |        |                          |
| Eschenrod         | Amt Lißberg         | 1821   |        |                          |
| Feldkrücken       | Amt Ulrichstein     | 1821   | 1838   | Landgericht Ulrichstein  |
| Götzen            | Amt Schotten        | 1821   |        |                          |
| Grebenhain        | Amt Lißberg         | 1821   | 1849   | Landgericht Altenschlirf |
| Hartmannshain     | Amt Lißberg         | 1821   |        |                          |
| Herchenhain       | Amt Lißberg         | 1821   |        |                          |
| Höckersdorf       | Amt Ulrichstein     | 1821   | 1838   | Landgericht Ulrichstein  |
| Kaulstoß          | Amt Lißberg         | 1821   |        |                          |
| Kölzenhain        | Amt Ulrichstein     | 1821   | 1838   | Landgericht Ulrichstein  |
| Michelbach        | Amt Schotten        | 1821   |        |                          |
| Ober-Seibertenrod | Amt Ulrichstein     | 1821   | 1838   | Landgericht Ulrichstein  |
| Rainrod           | Amt Schotten        | 1821   |        |                          |
| Rudingshain       | Amt Schotten        | 1821   |        |                          |
| Schotten          | Amt Schotten        | 1821   |        |                          |
| Sellnrod          | Amt Ulrichstein     | 1821   | 1838   | Landgericht Ulrichstein  |
| Sichenhausen      | Amt Lißberg         | 1821   |        |                          |
| Stornfels         | Amt Schotten        | 1821   |        |                          |
| Ulfa              | Amt Schotten        | 1821   |        |                          |
| Ulrichstein       | Amt Ulrichstein     | 1821   | 1838   | Landgericht Ulrichstein  |
| Wingershausen     | Amt Lißberg         | 1821   |        |                          |
| Wohnfeld          | Amt Ulrichstein     | 1821   | 1838   | Landgericht Ulrichstein  |

## Weitere Entwicklung
Am 1. Dezember 1838 wurden eine Reihe von Orten an das neu errichtete Landgericht Ulrichstein abgegeben (siehe Übersicht).
Mit Wirkung vom 1. Mai 1849 wurden weitere Orte abgegeben, diesmal an das Landgericht Altenschlirf (siehe: Übersicht).
Zum 1. Juni desselben Jahres kam der vorher zum Landgericht Laubach gehörende Ort Einartshausen zum Landgericht Schotten.

## Ende
Mit dem Gerichtsverfassungsgesetz von 1877 wurden Organisation und Bezeichnungen der Gerichte reichsweit vereinheitlicht. Zum 1. Oktober 1879 hob das Großherzogtum Hessen deshalb die Landgerichte auf. Funktional ersetzt wurden sie durch Amtsgerichte. So ersetzte nun das Amtsgericht Schotten das Landgericht Schotten. „Landgerichte“ nannten sich nun die den Amtsgerichten direkt übergeordneten Obergerichte. Das Amtsgericht Schotten wurde dem Bezirk des Landgerichts Gießen zugeordnet.

## Richter
- Georg Krug (1828–1835)